# Панични поремећај
Панични поремећај је врста поремећаја у којем доминира изненадан, снажан и несавладив напад страха, праћен дрхтањем, убрзаним дисањем, гушењем, вртоглавицом, несвестицом, осећањем дезоријентације. Представља најачи страх који је појединац доживео. 
Панични напад је нешто што свако може да доживи током живота, док је панични поремећај болест коју карактеришу учестали панични напади и потребно је испунити критеријуме паничног поремећаја како би се добила дијагноза.
За разлику од анксиозности, код паничног поремећаја постоји доживљај потпуне катастрофе, и садржи један или више елемената: страх од лудила, страх од губитка контроле, страх од паданја у несвест или страх од смрти.
Став светске здравствене организације је да је когнитивно бихејвиорална терапија (КБТ) терапијски правац који се препоручује у лечењу овог поремећаја.
Једна од метода у лечењу паничног поремећаја је метода Оне Мове, коју је изумио Џо Бери (Јое Barry), човек који је имао панични поремећај. Ради се о методи самолечења без употребе лекова.